# 킬 리스트
킬 리스트(Disposition Matrix)는 미국 정부가 '미국의 적'으로 지정하여 추적, 납치, 살해할 사람들의 명단이다.
백악관 대테러 보좌관 존 브레넌이 명단을 작성하는 것으로 알려져 있다.

## 의사결정 절차
의사결정, 암살집행 절차에 대한 정확한 관련 드론 운용지침은 미국 상원 정보위원회에 대해서도 열람금지로 지정되어 있다.
그러나, 언론보도로 알려진 대략적인 절차로는, 백악관 대테러 보좌관 존 브레넌이 미국의 적을 지정하여 살해할 명단을 작성하면, 대통령이 이를 최종 승인하고, 이에 따라 백악관 대테러 보좌관 지시로 CIA, 미군이 해외에 비밀파병되어 암살을 한다. 주로 크리치 공군 기지에서 드론(1톤 MQ-1 프레데터, 5톤 MQ-9 리퍼)의 헬파이어 미사일 공습으로 해외에서 활동 중인 '미국의 적'을 살해하는 것이 이슈가 되었다.
미국 정부나 외국 정부가, 해외에서 '미국의 적'을 체포할 수 있는 경우에는 이러한 논쟁이 문제되지 않고, 체포해서 미국 법원의 재판으로 형사처벌한다. 누구도 해외에서 '미국의 적'을 체포할 수 없거나 쉽게 하기 힘든 경우에, 대통령의 지시로 해외에 비밀파병한 미군, CIA가 직접 '미국의 적'을 살해할 수 있는가의 문제이다.

## 미국 시민권자
2011년 11월 CBS의 여론 조사에 따르면 미국의 대통령이 미국 시민권자를 재판절차 없이 살해하는 권한을 갖는 것에 미국인들은 53%대 35%로 찬성이 반대보다 많았다. 2012년 2월 워싱턴포스트-ABC 공동 여론 조사에서는 무려 83%가 오바마의 드론 정책에 찬성했다.
2013년 2월 4일 미국 NBC는 미국 법무부의 16쪽의 논문형태 백서(White Paper)를 입수해, 보도했다. 미국 시민권자일 경우에도 알카에다 등 해외 테러단체에 소속되어 체포가 불가능한 경우, 미국 법원의 재판 없이, CIA 또는 미군이 드론 등으로 직접 사살해도 합헌적, 합법적이라는 버락 오바마 대통령의 행정명령이 포함된 내용이었다. 현재 인터넷에 원문이 공개되어 있다.

## 같이 보기
- 국가테러대책센터
- 살인면허
- 자위권
- 특수활동부
- 초법적 살인